# Bidens cosmoides
Bidens cosmoides е вид растение от семейство Сложноцветни (Asteraceae). Видът е застрашен от изчезване.

## Разпространение
Разпространен е в САЩ (Хавайски острови).